# Guy Moon
Guy Moon est un compositeur et acteur américain né le 7 février 1962.

## Filmographie

### Comme compositeur
- 1987 : Creepozoids
- 1988 : Sorority Babes in the Slimeball Bowl-O-Rama
- 1988 : Baby Boom ("Baby Boom") (série télévisée)
- 1989 : The Runnin' Kind
- 1989 : Deadly Weapon
- 1989 : The Famous Teddy Z (série télévisée)
- 1989 : A Brand New Life (série télévisée)
- 1989 : Snoops (en) (série télévisée)
- 1990 : Elvis ("Elvis") (feuilleton TV)
- 1990 : Les Personnages animés préférés à la rescousse (Cartoon All-Stars to the Rescue) (TV)
- 1990 : Diving In (en)
- 1991 : Une vie brisée (Reason for Living: The Jill Ireland Story) (TV)
- 1991 : Pink Lightning (TV)
- 1991 : Man of the People (série télévisée)
- 1991 : Love and Curses... And All That Jazz (TV)
- 1991 : Captive (TV)
- 1992 : Different Worlds: A Story of Interracial Love (TV)
- 1992 : Génération musique (série télévisée)
- 1995 : Hurlements 7 (Howling: New Moon Rising) (vidéo)
- 1995 : La Tribu Brady (The Brady Bunch Movie) de Betty Thomas
- 1995 : Black Rebel (Out-of-Sync)
- 1996 : The Real Adventures of Jonny Quest (série télévisée)
- 1996 : Les Nouvelles Aventures de la famille Brady (A Very Brady Sequel)
- 1997 : Cléo et Chico (Cow and Chicken) (série télévisée)
- 1997 : Johnny Bravo (série télévisée)
- 1999 : Uncle Gus in: For the Love of Monkeys (TV)
- 1999 : Movie Stars (en) ("Movie Stars") (série télévisée)
- 1999 : Come On, Get Happy: The Partridge Family Story (TV)
- 2001 : Drôles de retrouvailles (These Old Broads) (TV)
- 2001 : Mes parrains sont magiques ("The Fairly OddParents") (série télévisée)
- 2001 : Billy et Mandy, aventuriers de l'au-delà ("Grim & Evil") (série télévisée)
- 2001 : The Way She Moves (TV)
- 2002 : Rudy à la craie (ChalkZone) (série télévisée)
- 2003 : The Electric Piper (TV)
- 2003 : Nickelodeon Presents the Fairly OddParents in: Abra Catastrophe! (TV)
- 2004 : Danny Fantôme (série télévisée)
- 2004 : Mickey
- 2004 : The Jimmy Timmy Power Hour (TV)
- 2004 : Nickelodeon Presents the Fairly OddParents in: Channel Chasers (TV)
- 2006 : The Jimmy Timmy Power Hour 2: When Nerds Collide (TV)
- 2012 : Big Time Movie (TV)
- 2017 : Jekyll Island (The Crash) d'Aram Rappaport

### Comme acteur
- 2003 : Nickelodeon Presents the Fairly OddParents in: Abra Catastrophe! (TV) : Background Vocals (voix)
- 2004 : Nickelodeon Presents the Fairly OddParents in School's Out! The Musical (TV) : Backup Singer (voix)